# Aït Sidi Daoud
Aït Sidi Daoud (en tamazight : ⴰⵢⵜ ⵎⴰⵙⵙ ⴷⴰⵡⵓⴷ - Ayt Mass Dawud) est une commune rurale de la province d'Al Haouz, dans la région de Marrakech-Safi, au Maroc. Elle ne dispose pas de centre urbain.

## Historique
La création de la commune d'Aït Sidi Daoud a lieu en 1992, dans le cadre d'un découpage territoriale qu'a connu le royaume.

## Démographie
Elle a connu, de 1994 à 2004 (années des derniers recensements), une hausse de population, passant de 17 307 à 19 286 habitants.
La ville est passée à 18 976 habitants, en 2014.
|      | Population totale | Ménages | Population urbaine | Population rurale | Étrangers |
| 1994 | 17 306            | 2 716   | 0                  | 17 306            | 1         |
| 2004 | 19 286            | 3 353   | 0                  | 19 286            | 0         |
| 2014 | 18 976            | 3 753   | 0                  | 18 976            | 2         |

## Administration et politique
La commune rurale d'Aït Sidi Daoud est située dans le caïdat de caïdat de Faska Sidi Daoud, lui-même situé au sein du cercle  d'Aït Ourir. 
Aït Sidi Daoud dispose d'un centre de santé communal avec accouchement situé dans la localité de Boukhoubza.